# Cimetière d'Arcueil
Le cimetière d'Arcueil est le cimetière communal de la ville d'Arcueil dans le Val-de-Marne en proche banlieue parisienne. Il fut inauguré en 1879. Il abrite la tombe du musicien Erik Satie (1866-1925). Il se trouve avenue Paul-Vaillant-Couturier, reliant Villejuif à Montrouge.

## Histoire et description

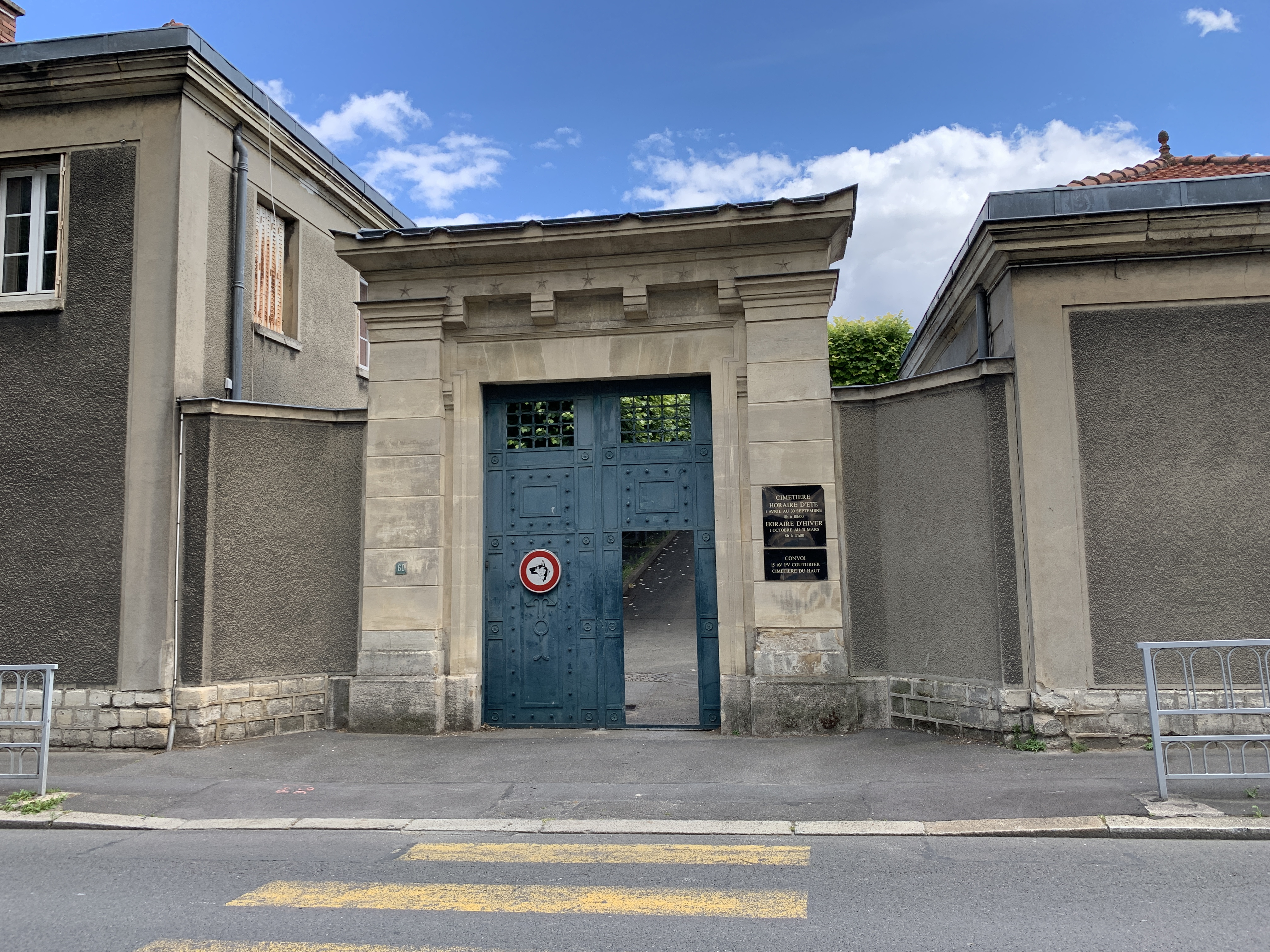
Entrée principale du cimetière.

Ce cimetière de 2,6 hectares et plus de 3 600 emplacements a ouvert en 1821. Il est construit à flanc du coteau reliant le plateau du Kremlin-Bicêtre à la vallée de la Bièvre. ses allées sont arborées. Il est divisé en une partie Sud, la plus élevée, et une partie Nord, en contrebas, reliées par un escalier. Son extension donnant rue de la Division-du-Général-Leclerc a ouvert en 1883 et a été agrandie en 1931.
Le cimetière dispose d'un columbarium, de deux ossuaires et d'un jardin du souvenir et possède un carré militaire en palier. La ville étant autrefois essentiellement ouvrière, ce cimetière ne possède pas de tombe présentant de valeur patrimoniale, à l'exception de la chapelle de la famille d'Albert Casau (1926), la tombe de Félicie Jauffret (1893) avec des ornements végétaux, le tombeau de la famille Gally (1935), ou le bas-relief en bronze du Christ crucifié de la famille Rollet par Dubois. Les quelques rares tombes anciennes, sans intérêt architectural, se trouvent dans la 18e division.

## Personnalités inhumées

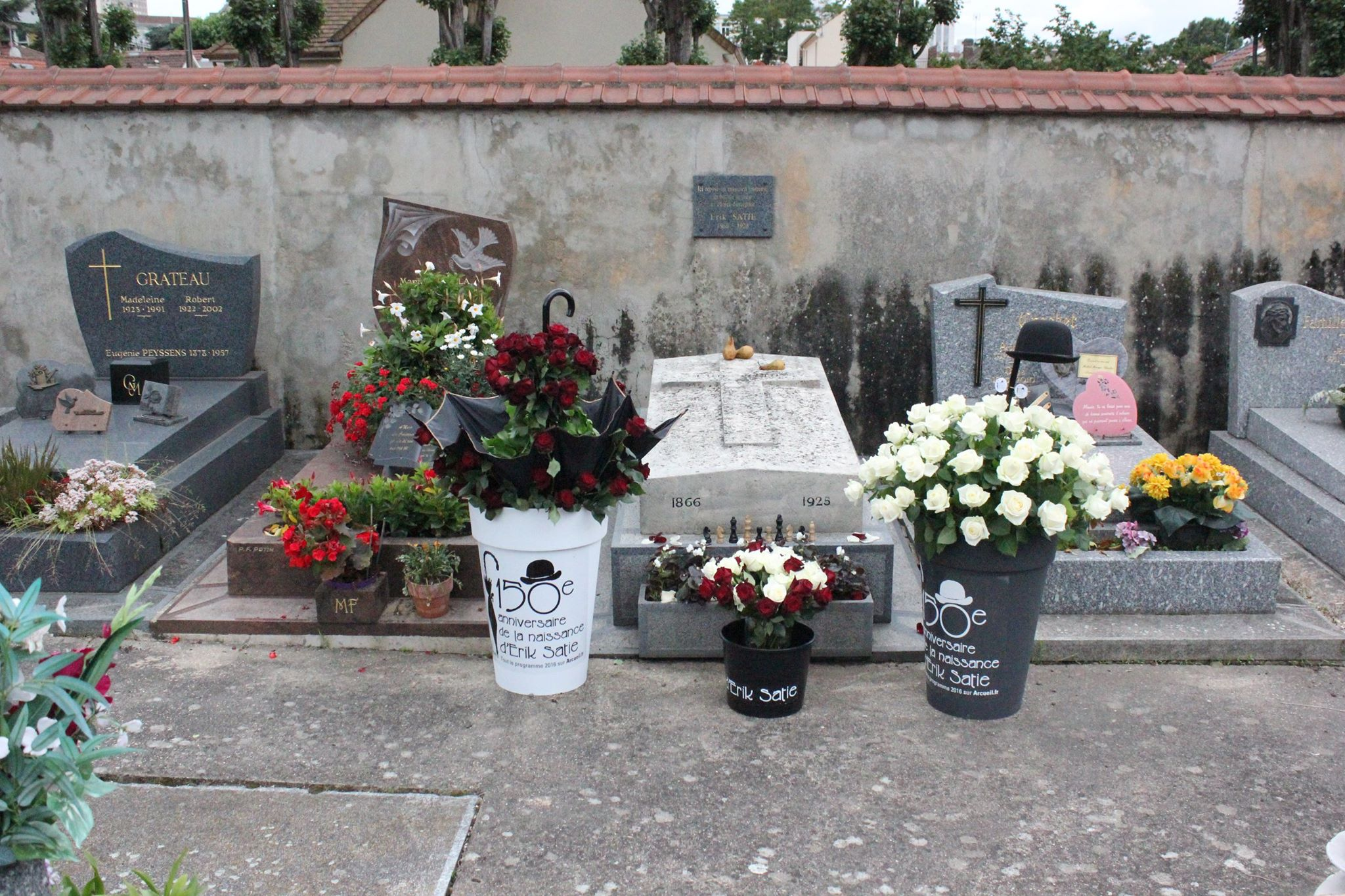
Tombe d'Erik Satie.

- Belkacem Bazi (mort en 1994), caméraman, second gendre de Juliette Gréco
- Erik Satie (1866-1925), compositeur

## À proximité
Inauguré en 2002, un crématorium géré par le SIFUREP est également implanté à Arcueil. Il doit être agrandi entre 2024 et 2026.